# اودژ
اودژ (به لهستانی:  Uderz) یک روستا در لهستان است که در گمینا ایووو واقع شده‌است.